# Décoration militaire (Belgique)
La Décoration militaire (néerlandais : Militaire Decoratie) est une décoration militaire belge. Elle fut instituée le 22 décembre 1873 et est décernée aux soldats et aux sous-officiers des forces armées belges pour bons et loyaux services ininterrompus. La Croix militaire est son équivalent pour les officiers.

## Classes
La Décoration Militaire est décernée en 2 catégories distinctes :
- L'une est divisée en deux classes et est décernée pour "bons et loyaux services". Après dix ans pour la seconde classe et après cinq ans de services supplémentaires pour la première classe. Un chevron est alors ajouté au ruban. Le ruban est fait d'une répétition de lignes rouge/jaune/noire/jaune.
- La deuxième catégorie est décernée pour service exceptionnel, acte de courage ou de dévouement selon l'article 4 des statuts de la Décoration militaire. La médaille est la même que l'autre catégorie mais le ruban est rouge avec proche de chaque bord une paire de ligne jaune et noire, le jaune étant tourné vers l'extérieur. Une palme argentée avec le monogramme royal peut être rajoutée si la décoration est décernée à la suite d'un fait de guerre. Dans l'ordre de préséance, cette catégorie est supérieure à la Croix militaire.

## Insigne
C'est une croix dont le médaillon central de l'avers montre le Lion Belge encerclé de la devise belge L'union fait la force Eendracht maakt kracht (les versions d'avant 1951 ne sont qu'en français). Jusqu'en 1952, le revers comporte le monogramme royal entouré de l'inscription  Armée * Mérite * Ancienneté. Après cette date, il ne comporte plus qu'un Lion Belge.
| Courage et Dévouement | Courage et Dévouement | 15 ans d'ancienneté | 10 ans d'ancienneté | Revers Commun |
| --------------------- | --------------------- | ------------------- | ------------------- | ------------- |
|                       |                       |                     |                     |               |
| 1re classe Avers      | 2e classe Avers       | 1re classe Avers    | 2e classe Avers     | Revers commun |